# Leon Schlesinger
Leon Schlesinger (ur. 20 maja 1884 w Filadelfii (stan Pensylwania), zm. 25 grudnia 1949 w Los Angeles (stan Kalifornia)) – amerykański producent filmowy, założyciel Warner Bros. Cartoons.
W 1927 razem z wytwórnią Warner Bros. stworzył film Śpiewak jazzbandu, a w 1930 stworzył serię filmów Zwariowane Melodie z Bugsem, Daffym i innymi postaciami.
Zmarł 25 grudnia 1949 w Los Angeles w stanie Kalifornia, umierając miał 65 lat.